# Franco-canadianos
Franco-canadiano (português europeu) ou franco-canadense (português brasileiro) (em francês:  Canadien français) é, no sentido histórico, um habitante do Canadá cujos antepassados viviam nas comunidades francesas originais do que hoje é o Canadá, em particular no Quebec. No contexto contemporâneo, o termo também se refere a qualquer canadiano francófono. Com a exceção dos acadianos, que têm uma história diferente, a maioria dos franco-canadianos são descendentes de agricultores franceses que colonizaram o território que presentemente é o Quebec durante o período colonial do Canadá, o qual começou no século XVII.
Em inglês, o termo "French Canadian" difere de "Franco-Canadian" já que este último não implica necessariamente uma longa linhagem ancestral que tenha habitado solo do Canadá, mas também se usa para designar imigrantes recentes originários da França ou outro país francófono. Porém, essas diferenças não são marcadas na língua portuguesa com dois termos distintos, já que se usa a palavra "franco-canadiano" (em Portugal, África lusófona, Timor-Leste e Macau) ou "franco-canadense" (no Brasil) para designar qualquer membro desses dois grupos.
Os canadianos francófonos distribuem-se por todo o Canadá. Seis milhões estão concentrados no Quebec, onde constituem o grupo linguístico predominante, enquanto que outro milhão está disperso pelo resto do país. Aproximadamente 31% dos cidadãos do Canadá falam francês e cerca de 25% é de ascendência franco-canadiana. Nem todos os francófonos são descendentes de franceses, especialmente no Quebec do presente, e nem todas as pessoas com antepassados franceses utilizam essa língua exclusiva ou primariamente.
A cultura francófona faz parte da literatura e cultura do Canadá.

## Ancestralidade
Quase todos os franco-canadenses atuais são descendentes de apenas 8.500 franceses que chegaram à Nova França, entre 1608 e 1759. Apenas 15.000 franceses imigraram para o Canadá no século XVII, e dois terços deles permaneceram na colônia por um curto período e retornaram para a França ou morreram no Canadá sem se casar. Quase nenhum colono francês chegou ao Canadá após a conquista britânica de 1759. 
A população franco-canadense aumentou 700 vezes em cerca de 300 anos, explicada pela altíssima taxa de natalidade dos franceses da região.
Até a década de 1660, a maioria dos franceses no Canadá era do sexo masculino, caçadores de peles e missionários católicos. Para resolver o problema da falta de mulheres, o Rei Luís XIV decidiu exportar jovens para a colônia, para casarem com os colonos do sexo masculino. Essas mulheres seriam conhecidas como Filles du Roi ou "Filhas do Rei". Aproximadamente 800 mulheres (a população da Nova França era de pouco mais de 3.000 pessoas, quase todos homens), a maioria de origem pobre, foram enviadas para o Quebec, entre 1663 e 1673. Atualmente, dois terços dos franco-canadenses são descendentes de pelo menos uma dessas 800 mulheres.

Em 1759, os britânicos conquistaram a região do Quebec. Inicialmente, os britânicos tentaram forçar a assimilação da população franco-canadense. A Proclamação Real de 1763 impôs as leis inglesas e proibiu que os franco-canadenses ocupassem cargos públicos, a menos que renunciassem à sua fé católica. Porém, essas medidas draconianas não duraram muito. Em meio à Guerra de Independência dos Estados Unidos, o governo britânico resolveu lançar o Ato de Quebec de 1774, de modo a garantir a lealdade dos franco-canadenses. Esse Ato restabeleceu as instituições e a lei civil anterior (incluindo o direito dos católicos de assumir cargos públicos), bem como indiretamente reconheceu o uso da língua francesa ao lado da inglesa na sua aplicação. Isso permitiu que os franco-canadenses conseguissem manter, no longo prazo, sua língua (o francês) e sua religião predominante (o catolicismo).

## Língua
A língua francesa consolidou-se mais prematuramente no Canadá do que na própria França. Estima-se que, na época da Revolução Francesa, em 1789, apenas metade da população da França sabia falar francês e, em 1871, apenas um quarto da população falava francês como língua nativa. A maior parte dos franceses falava suas línguas regionais e dialetos (patois), como o occitano, franco-provençal, bretão, etc.
Por sua vez, no Canadá, especialmente com a chegada das Filles du Roi na década de 1660, a língua francesa se impôs mais rapidamente. A maioria dos colonos veio de cidades ou regiões mais expostas ao francês e a unificação linguística ocorreu muito mais rapidamente no Canadá do que na França.

## Grupos franco-canadianos
Os franco-canadianos podem ser agrupados geograficamente segundo a província de origem:

### Quebec
No Quebec, o termo “franco-canadiano” tem sido cada vez mais apartado desde o nascimento do nacionalismo quebequense durante a Revolução Tranquila da década de 1960. As instituições públicas da província do Quebec chamam “Québécois” aos cidadãos quebequenses.

## Organizações
- Fédération culturelle canadienne-française (Federação Cultural Franco-canadiana)
- Association canadienne-française pour l'avancement des sciences (Associação Franco-canadiana para o Avanço das Ciências)
- Fédération de la jeunesse canadienne-française (Federação Juvenil Franco-canadiana)

## Personalidades

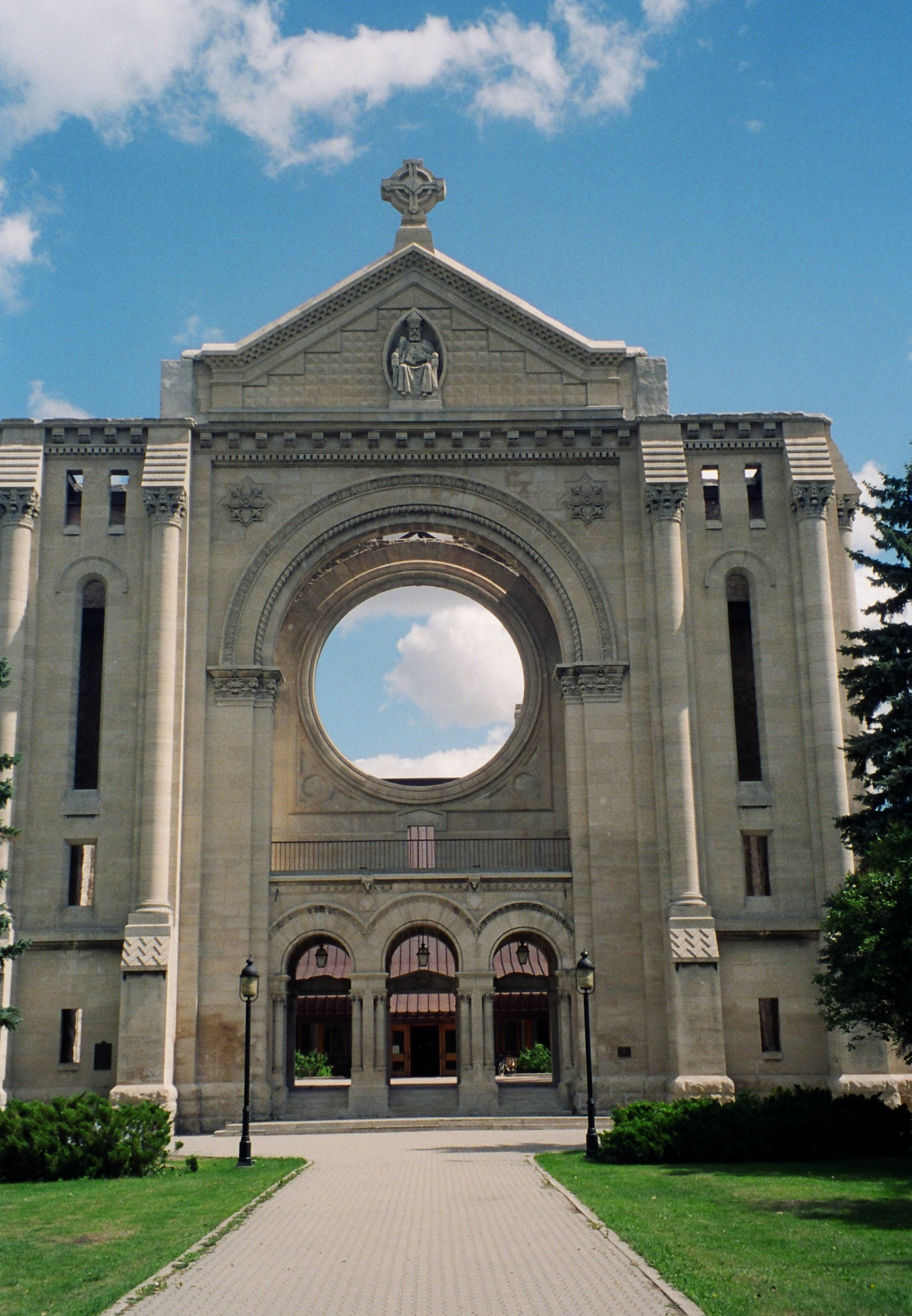
Catedral de Saint-Boniface, foco cultural principal dos Franco-Manitobenses.

- Alanis Morissette (Ontário)-  cantora, compositora, produtora e atriz
- Shania Twain -  cantora, produtora, escritora e compositora de origem franco-canadiana
- Dan Aykroyd (Ontário) - ator
- Francis Galarneau Girard (Québec - Gaspésie) Cantor e compositor
- André Benoit (Prescott-Russell) - jogador de hóquei
- Émile Benoit (Terra Nova e Labrador) - cantor
- Isabelle Boulay (Quebec) - cantor
- Jim Carrey (Ontário) - ator de origem franco-canadiana
- Jean Chrétien (Quebec) - primeiro-ministro do Canadá (1993-2004)
- Benoît David (Quebec) - cantor
- Céline Dion (Quebec) - cantora quebequese
- Maria Cristina Morales (Quebec) - cantora quebequese
- Quintillizas Dionne (Ontário)
- Véronic Dicaire (Prescott-Russell) - cantora
- Robert Duff (Terra Nova e Labrador) - officier e político
- Maurice Dyens (França) - professor
- Aubin-Edmond Arsenault (Ilha do Príncipe Eduardo) - primeiro-ministro da Ilha do Príncipe Eduardo (1917 - 1919)
- Nathan Fillion (Alberta) - ator
- Marc-Amable Girard (Manitoba) - primero ministro de Manitoba (1871-1872), (1874)
- Robert Goulet (Massachusetts) - ator
- Guy Laliberté (Quebec) - empresário
- Wilfrid Laurier (Quebec) - primeiro-ministro do Canadá (1896-1911)
- Avril Lavigne (Ontário) - cantora descendente de franco-canadenses
- Monique Miville-Deschênes (Quebec) - autora-compositora e intérprete
- Agnès Martin (Saskatchewan) - pintora minimalista norte-americana
- Paul Martin (Ontário) - primeiro-ministro do Canadá (2004-2006)
- Greg Moore (Colúmbia Britânica) - piloto franco-columbobritânico de monolugares
- Julie Payette (Quebec) - Astronauta
- Jean-Louis Lebris de Kérouac ou Jack Kerouac (Nova Inglaterra) - Escritor e poeta
- Louis Riel (Manitoba e Saskatchewan)
- Gabrielle Roy (Manitoba) - escritor
- Hart Rouge (Saskatchewan) - grupo musical
- René Lévesque (Novo Brunswick) - journalista e primeiro-ministro do Quebec (1976-1985)
- Martin Saint-Pierre (Prescott-Russell) - jogador profissional de hóquei
- Natasha Saint-Pier (Novo Brunswick) - cantora
- Pierre Trudeau (Quebec) - primeiro-ministro do Canadá (1968-1979), (1980-1984)
- Maryse Ouellet (Quebec) - ex-WWE Diva
- Chris Benoit- ex-lutador de luta-livre
- Charlotte Le Bon - modelo e atriz

## Bandeiras franco-canadianas

Quebec
Acádia
Franco-Ontariens
Franco-Terreneuviens
Fransaskois
Franco-Albertains
Franco-Colombiens
Franco-Ténois
Franco-Manitobains
Franco-Yukonnais
Franco-Nunavois